# Všemyslice

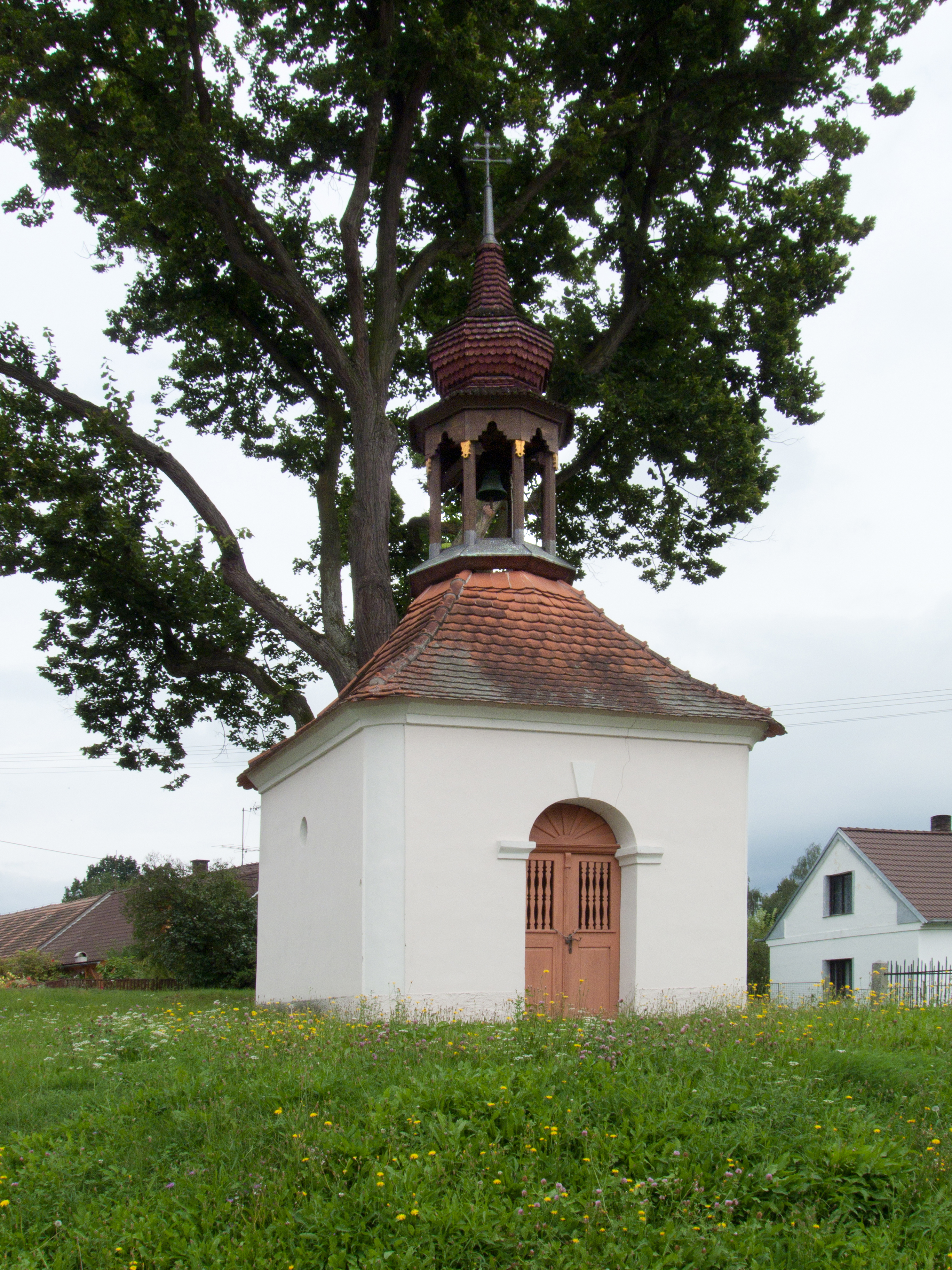
Kapelle in Všemyslice

Všemyslice, bis 1923 auch Šemeslice, (deutsch Schemeslitz) ist eine Gemeinde in Tschechien. Sie liegt fünf Kilometer westlich von Týn nad Vltavou in Südböhmen und gehört zum Okres České Budějovice.

## Geographie
Všemyslice befindet sich im Südosten der Písecké hory (Píseker Berge). Östlich erhebt sich die Díly (431 m), im Südwesten die Kometa (593 m), westlich der Pecivál (604 m) und die Zdoba (574 m), sowie im Nordwesten der Malý Kamýk (605 m), Vysoký Kamýk (627 m) und Jedlový vrch (516 m). Am nördlichen Orts befindet sich ein Solarkraftwerk, vier Kilometer südlich liegt das Kernkraftwerk Temelín.
Nachbarorte sind Slavětice, Spálená, Mezerka und Kolna im Norden, U Myšáka, Neznašov, Svatá Anna und Bojiště im Nordosten, Bohunická Hájovna, Fišerák, Malá Strana und Červený Vrch im Osten, Bohunice und Zvěrkovice im Südosten, Křtěnov, Temelín und Přehájek im Süden, Rozovy, Kaliště, Shon und Těšínov im Südwesten, Podlesí und Nová Ves u Protivína im Westen sowie Všeteč, Karlov I und Karlov II im Nordwesten.

## Geschichte
Die erste schriftliche Erwähnung von Usemyslicz erfolgte im Jahre 1352 als Besitz von Záviš von Újezdecs Sohn Heřman. Nachfolgende Besitzer des Gutes waren die Vladiken von Býšovec und die Malovec von Malovice. Nach der Schlacht am Weißen Berg wurden 1622 die Güter des Bohuslav Malovec von Malovice auf Hluboká und Dříteň konfisziert und 1623 an Baltasar von Marradas übereignet. Dieser verkaufte Všemyslice 1630 an Sezyma von Wrtby, der es seinem Gut Nezdaschow zuschlug. 1647 ließ er den Hof Všemyslice in zehn Wirtschaften parzellieren und besiedelte diese mit Untertanen aus der Herrschaft Votice. In der Mitte des 18. Jahrhunderts gehörte das Gut Nezdaschow Carolina von Wrtby, verheiratete Gräfin Chermont und danach deren Tochter Philippina, die es 1764 in ihre Ehe von Karl Friedrich von Schütz einbrachte. Wegen Überschuldung gelangte das Gut 1785 in Licitation und wurde vom k.k. Bergrat Prosper von Berchtold ersteigert. Dieser überließ es im Jahre 1800 seinem Sohn Karl, welcher es 1812 an seinem Sohn Prosper vererbte. Im Jahre 1840 bestand Schemeslitz aus 29 Häusern mit 240 Einwohnern. Im Dorf gab es ein Wirtshaus. Zu Schemeslitz gehörten abseitig gelegen der Meierhof Spaleny sowie drei Dominikalhäuser. Pfarrort war Nezdaschow. Bis zur Mitte des 19. Jahrhunderts blieb das Dorf immer dem Gut Nezdaschow untertänig.
Nach der Aufhebung der Patrimonialherrschaften bildete Šemeslice/Schemeslitz ab 1850 mit den Ortsteilen Karlov I, Neznašov, Slavětice und Všeteč eine Gemeinde in der Bezirkshauptmannschaft und dem Gerichtsbezirk Týn nad Vltavou/Moldauthein. Všeteč löste sich 1888 los und bildete eine eigene Gemeinde. 1910 lebten in der Gemeinde Všemyslice 850 Einwohner, davon 849 Tschechen. Der Ortsteil Všemyslice bzw. Šemeslice/Schemeslitz  hatte 241 tschechischsprachige Einwohner. Seit 1924 wird nur noch Všemyslice als tschechischer Ortsname verwendet. Karlov I wurde 1953 nach Všeteč ausgemeindet. Am 12. Juni 1960 erfolgte die Eingemeindung von Bohunice (mit Pankrací, Přehájek und U Sýkory) und Všeteč (mit Karlov I und  Karlov II). Nach der Aufhebung des Okres Týn nad Vltavou wurde die Gemeinde 1961 dem Okres České Budějovice zugeordnet.

## Gemeindegliederung
Die Gemeinde Všemyslice besteht aus den Ortsteilen Bohunice (Bohonitz), Neznašov (Nesnaschow), Slavětice (Slawietitz), Všemyslice (Schemeslitz) und Všeteč (Wschetetz), den Ansiedlungen Karlov I (Karlow I), Karlov II (Karlow II), Kořensko, Přehájek, Podlesí (Reitjäger) und Svatá Anna (St. Anna) sowie den Einschichten Bojiště, U Myšáků und U Sýkorů.
Das Gemeindegebiet gliedert sich in die Katastralbezirke Bohunice nad Vltavou, Slavětice u Všemyslic, Všemyslice und Všeteč.

## Sehenswürdigkeiten
- Kapelle auf dem Dorfplatz von Všemyslice mit einem geschnitzten hölzernen Turm
- Denkmal für Gefallenen des Ersten Weltkrieges in Všemyslice
- Schloss Neznašov
- Kirche der hl. Dreifaltigkeit bei Neznašov
- Kapelle St. Anna bei Neznašov
- Grabkapelle der Grafen Berchtold bei Neznašov
- Synagoge in Neznašov
- jüdischer Friedhof bei Neznašov
- Aussichtsturm auf dem Vysoký Kamýk